# Гаджиев, Зульфи Салех оглы
Зульфи Салех оглы Гаджиев (азерб. Zülfi Saleh oğlu Hacıyev; родился 21 марта 1935 года, Бёюк Мазра, Басаркечарский район, Армянская ССР — ум. 20 ноября 1991 года, Ходжавендский район, Азербайджанская ССР) — заместитель Председателя Совета Министров Азербайджанской ССР (1989—1991).

## Биография
Зульфи Гаджиев родился 21 марта 1935 года. Окончил среднюю школу в родном селе с медалью, с отличием окончил строительный факультет Азербайджанского политехнического института. Был распределён в Красноармейск, где прошел путь от рядового инженера до начальника треста. Через некоторое время он вернулся в Сумгаит и был назначен главным инженером, а затем начальником ордена Трудового Красного Знамени строительного треста № 1 в Сумгаите Министерства промышленного строительства Азербайджанской ССР.
Занимал должности председателя Сумгаитского горисполкома, председателя Совета Министров Нахичеванской Автономной Советской Социалистической Республики, первого секретаря Сумгаитского горкома партии, заместителя председателя Совета Министров Азербайджанской ССР.
С 1976 года до конца жизни 4 раза избирался депутатом Верховного Совета Азербайджанской ССР 9-12-го созывов.
Погиб в катастрофе Ми-8 близ села Каракенд.